# Coelidia apicalis
Coelidia apicalis är en insektsart som beskrevs av Graaf, Six och Pieter Cornelius Tobias Snellen 1862. Coelidia apicalis ingår i släktet Coelidia och familjen dvärgstritar. Inga underarter finns listade i Catalogue of Life.